# Повернення блудного сина (Батоні)
Повернення блудного сина (Помпео Батоні) — твір на біблійну тему. Картина пензля італійського художника 18 століття перехідного періоду від італійського бароко до рококо — Помпео Батоні.
Картина створена на розповсюджений сюжет одної з біблійних притч. Зацікавленість до сюжету мали вже майстри Відродження. Сред попередників майстрів 17 — 18 століть — Дюрер та Лука Лейденський, що розробляли сюжет в гравюрі. Але вони зупинилися на сценах осудливих бенкетів чи морального падіння молодика, що безглуздо промотав власне майно і змарнував роки молодості. Звідси сцени бенкетів чи особи, що їсть поряд зі свинями, втративши все, окрім здатності думати і розкаятися. Останнім найбільше цікавилася церква, яка як заклад розуміла, що не втримає вірян від гріха, але може спрямувати їх до каяття.
Сюжет мав неабияке поширення і серед представників інтернаціональних митців Риму 17 століття. Особливо охоче сюжет «Повернення блудного сина» розробляли послідовники Караваджо, і не тільки (Ліонелло Спада, Гверчіно, Рубенс, Бартоломео Естебан Мурільйо)
В 18 столітті до сюжету звернулися і художники, і скульптори. Серед останніх — скульптор, що працював в Чехії — Матьяш Бернард Браун. Свою інтерпретацію сюжету дав і римський художник Помпео Батоні. Він неодноразово звертався до сюжету, трохи змінюючи композицію. Але акцент теж перенесено на тему каяття. Темне тло і виразність лише двох фігур, наближених до переднього краю картини, зробили ці композиції досить популярними. І хоча композиції Батоні вртатили напружений психологізм і схвильованість композицій Дюрера чи Рембрандта, а набули холоднуватої віртуозності римського академізму, популярність від цього зменшилась мало. Одна з композицій Батоні (Павловськ, палац — музей) вважалась взірцем і стала предметом копіювання російських художників кінця 18 — початку 19 століття.